# Pjotr Tjajkovskij
Pjotr Iljitj Tjajkovskij (ryska: Пётр Ильи́ч Чайко́вский, IPA: [pʲɵtr ɨˈlʲjitɕ tɕɪjˈkofskʲɪj] ( lyssna)), född 7 maj (enl. n.s; 25 april enl. g.s.) 1840 i Votkinsk, död 6 november (enl. n.s; 25 oktober enl. g.s.) 1893 i Sankt Petersburg, var en rysk tonsättare. Han har skrivit sju symfonier (sex numrerade samt "Manfredsymfonin"), elva operor (bland annat operorna Eugen Onegin, Spader dam, Mazeppa och Jolanta), symfoniska dikter, tre stråkkvartetter, sånger, stycken för piano samt tre sagobaletter (Svansjön, Törnrosa och Nötknäpparen – den sistnämnda löst baserad på en historia av E.T.A. Hoffmann). Han skrev även tre pianokonserter, av vilka pianokonsert nr 1 är den mest berömda, samt en violinkonsert.

## Biografi

### Barndom och uppväxt
Tjajkovskij föddes 1840 i Votkinsk, 100 mil öster om Moskva där han bodde med sin mor Alexandra Andrejevna Tjajkovskaja och sin far Ilja Petrovitj Tjajkovskij. Fadern var överuppsyningsman för de statliga gruvorna där. Alexandra var Iljas andra hustru. När fadern 1848 fick nya tjänster flyttade man först till Moskva och senare till Sankt Petersburg, där den unge Peter 1850 fick börja i de förberedande klasserna i Juridiska skolan.
Han var det andra barnet i en följd av syskon – hans äldre bror Nikolaj Iljitj föddes 1838, hans enda syster Alexandra Iljinisjna föddes 1842, hans ena yngre bror Ippolit Iljitj föddes 1843 och sist föddes tvillingbröderna Anatol och Modest Iljitj 1850.
Den musikaliska talang som Pjotr visade uppmuntrades inte av föräldrarna, då de ansåg det ohälsosamt för ett redan neurotiskt, hetsigt barn. När modern avled i kolera 1854, tog han förlusten mycket hårt och för att försöka lindra sin sorg komponerade han en pianovals och planerade även en opera. Den tjänst han så småningom fick som kanslist vid justitiedepartementet var långtifrån så intressant att den kunde hindra hans alltmer uppslukande musikintresse, och 1862 började han på det nygrundade konservatoriet i Sankt Petersburg.

### Tidiga kompositioner – vulgaritet och nationalromantik
Hans första orkesterkomposition, en ouvertyr till Aleksander Ostrovskijs skådespel Stormen, uppvisar många av de stilistiska drag som senare skulle förknippas med hans musik, men också en ungdomlig vulgaritet som stötte bort hans lärare, den Mendelssohn-inspirerade Anton Rubinstein. Av Rubinsteins bror erbjöds trots detta Tjajkovskij 1865 en tjänst som lärare i harmonilära vid Moskvakonservatoriet. Tjajkovskij fann sig väl tillrätta i Moskva. I samband med komponerandet av sin första symfoni, kallad Vinterdrömmar, arbetade han dock alltför hårt och drabbades av en mental kris. Hans kompositioner under det närmaste decenniet uppvisar i behandling av folkliga teman och harmonier en stark samhörighet med den grupp av nationalromantiska kompositörer i Sankt Petersburg som hade tagit upp arvet efter Glinka. Tjajkovskij brevväxlade med gruppens ledare Balakirev, på vars förslag han 1869 komponerade en fantasiuvertyr, Romeo och Julia.

### Misslyckat äktenskap
Tjajkovskijs liv och verk påverkades i hög grad av hans homosexuella läggning, som han i det längsta inte ville erkänna. Han försökte sig på ett kort, olyckligt förhållande med Désirée Artôt, stjärnan i ett gästande italienskt operasällskap.
I mitten av 1870-talet drabbades han av ännu ett nervöst sammanbrott. Ett av symtomen var dock en nästan hysterisk kompositionsaktivitet, som kulminerade med operan Eugen Onegin (1878), baserad på Pusjkins dikt.
Tjajkovskij kände en så intensiv sympati för hjältinnan Tatjana att när en tidigare elev, Antonina Miljukova, förälskade sig i honom och hotade med självmord om han ratade henne, kom han i sitt inre att identifiera henne med den grymt försmådda Tatjana och gick med på giftermål. Det korta äktenskapet blev en katastrof och den förtvivlade Tjajkovskij försökte efter ett par månader ta sitt liv. På läkarinrådan lämnade han sin hustru.
Han levde nu sitt återstående liv i känslomässig misär och ensamhet, ibland med perioder av dryckenskap. Även de lyckliga somrarna i systerns hem i Ukraina kom efter hand att tyngas av en överväldigande skuldkänsla, då han förälskade sig i sin systerson.

### Mecenaten Nadezjda von Meck
Redan i slutet av 1876 hade Tjajkovskij inlett en unik korrespondens med en musikalisk beundrarinna, den välbeställda änkan Nadezjda von Meck, som också gav honom ett generöst underhåll (6000 rubel per år), så att han helt kunde ägna sig åt komposition. Enligt hennes önskan träffades de aldrig, men brevväxlingen ledde ändå till en nära vänskap. Den fjärde symfonin tillägnades Mme von Meck.
De närmaste åren bjöd på flera stora framgångar; baletten Svansjön (1877), den blixtrande violinkonserten i D-dur (1878) och de populära Serenad för stråkar och Uvertyren 1812 (båda 1880).

### Turnéer och succéer
Längre fram började han resa i Ryssland, kom över sin tidigare motvilja mot att dirigera och genomförde 1888 en internationell turné, där han under entusiastiskt mottagande dirigerade egna verk i Berlin, Prag, Paris och London. Han hade nu nått höjdpunkten i sitt liv. Från denna tidpunkt arbetade han sig successivt mot ett nytt psykiskt sammanbrott. Verken från och med symfoni nr 5 (1888) blir allt mer känslosamma och pendlar mellan hysterisk hänförelse och neurotisk förtvivlan.

### Tragiskt slut

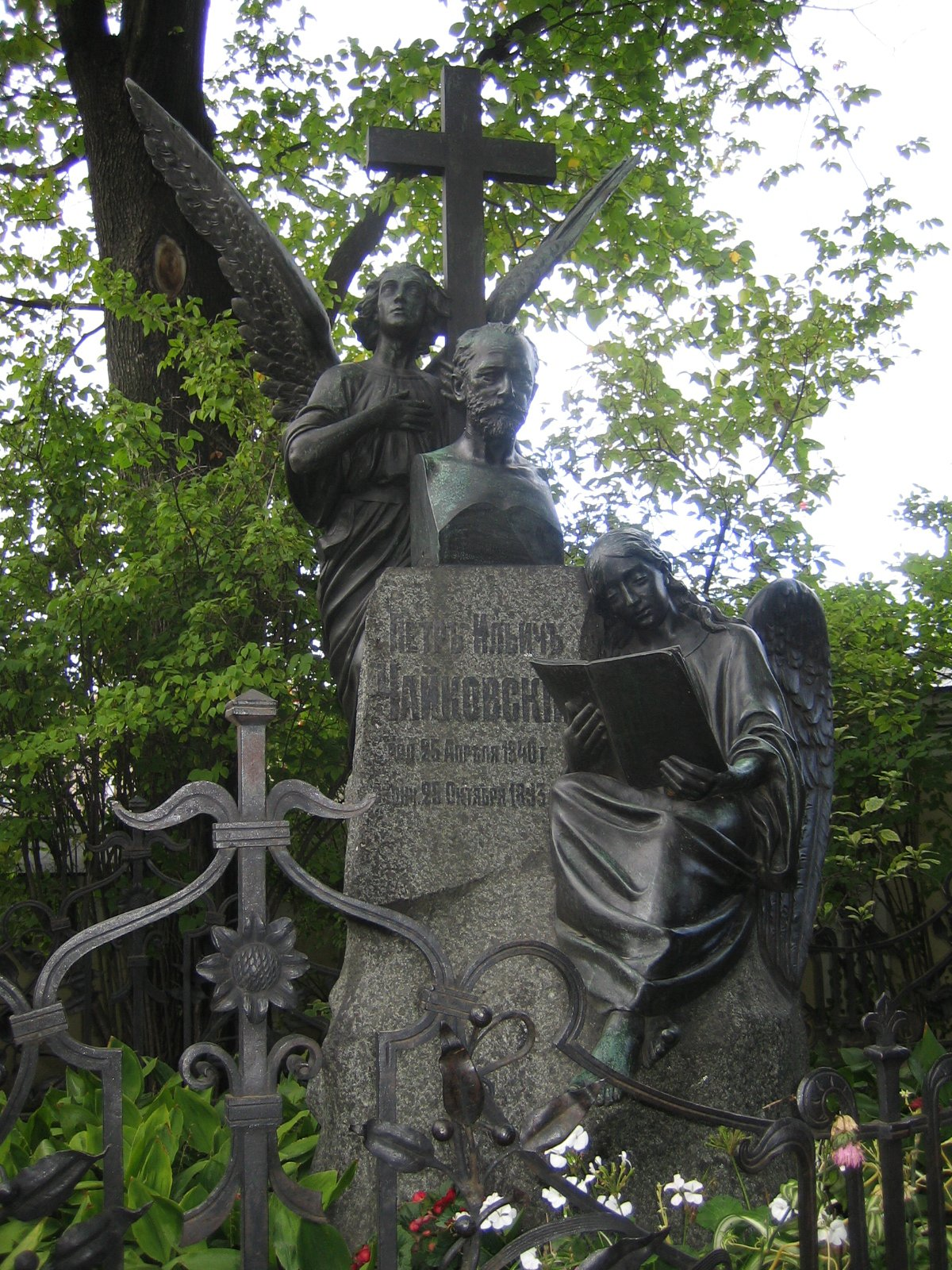
Tjajkovskijs gravsten i St. Petersburg

Tjajkovskij företog flera turnéer, bland annat i USA, tilldelades 1893 ett hedersdoktorat i Cambridge och nådde flera stora framgångar med nya kompositioner. Detta förhindrade inte den pågående försämringen av hans psykiska hälsa, som också påverkades av att von Meck 1890 plötsligt avbröt såväl brevväxling som underhåll. Han kunde aldrig komma över mecenatens svek, och det berättas hur han i feberyran under sin sista sjukdom gång på gång upprepade hennes namn med harmset tonfall.
I oktober 1893 dirigerade han uruppförandet av sin symfoni nr 6, kallad "Pathétique", i Sankt Petersburg. Han betraktade den själv som ett mästerverk, men publiken var inte helt entusiastisk över den nyskapande, långsamma finalen. Enligt brodern Modest ska han ha druckit ett glas okokt vatten, trots att en koleraepidemi pågick i staden. Han avled i sjukdomen den 6 november. Vissa, bland annat den brittiska musikologen och Tjajkovskijexperten David Brown och biografen Anthony Holden, har beskrivit hans död som självmord, eftersom det var väl känt i Sankt Petersburg på 1890-talet att det var förenat med livsfara att dricka okokt vatten.
Ryktet om självmord har på senare tid ifrågasatts. Brodern Modest är den enda och inte helt tillförlitliga källan till ryktet. Den ryska musikforskaren Alexandra Orlova har framfört att han kan ha pressats att välja mellan döden och att hans homosexualitet skulle avslöjas. Tjajkovskijkännaren Roland John Wiley menar dock att ryktena om Tjajkovskijs död har nått en nivå som inte har stöd i befintliga källor. Man vet inte med säkerhet omständigheterna och man kommer kanske aldrig att få veta det heller.

## Utmärkelser
Peter Tjajkovskij har fått en nedslagskrater uppkallad efter sig på planeten Merkurius, Chaikovskijkratern.
Asteroiden 2266 Tchaikovsky är uppkallad efter honom.